# Koidu
Koidu (nota anche come Sefadu) è una città della Sierra Leone, posta nella provincia dell'Est, capoluogo del Distretto di Kono.